# Dart (rivière de Tasman)
Pour les articles homonymes, voir Dart.
La rivière Dart  (en anglais : Dart River) est un cours d’eau coulant dans la région de Tasman, dans l’Île du Sud en Nouvelle-Zélande.

## Géographie
Elle prend naissance dans le Parc national de Kahurangi entre la chaîne de Lookout Range et la chaîne de Hope Range. Elle s’écoule vers le nord pour rejoindre la rivière Wangapéka, qui est un affluent du fleuve Motueka,.